# Bom-bocado

Bom-bocado é um doce de ovos e açúcar. Em Portugal ainda normalmente leva amêndoas pisadas,  e chila, ou leite, farinha em uma base de massa quebrada;  já no Brasil o doce de mesmo nome é comumente encontrado com coco, queijo parmesão, e às vezes manteiga e mandioca em sua composição.
- Commons
- Wikilivros
- Wikcionário